# Radio FmBolivia
Radio FmBolivia es una emisora radial de Bolivia que inició sus emisiones en octubre de 2006 en La Paz. Desde octubre de 2010 también emite su señal desde Los Yungas, Chulumani, con cobertura en los municipios de Chulumani, Irupana, Coripata, Coroico.
Fue la primera radio en emitir su señal por internet desde Los Yungas, siendo pionera en el uso de la tecnología.

## Red de FMs
La Red de FMs de Los Yungas en el departamento de La Paz está conformada por Radio FmBolivia,  Radio Uchumachi de Coroico, Radio Alternativa en La Asunta, Radio Libertad en Coripata, Radio Cajuata en la provincia de Inquisivi y Radio Irupana.